# Heinrich Sattler (Politiker)
Heinrich „Henner“ Sattler (* 1945) ist ein deutscher Politiker (CDU). Er war von 1997 bis 2014 Bürgermeister der nordhessischen Kleinstadt Hofgeismar.

## Leben
Sattler legte das Abitur am Goethe-Gymnasium Kassel ab und studierte anschließend ab März 1966 an der Justus-Liebig-Universität Gießen Lehramt. Nach Eintritt im Mai 1970 in den hessischen Schuldienst unterrichtete Sattler zunächst an der Grundschule Homberg, bevor er zur Gesamtschule nach Immenhausen wechselte, wo er schließlich 1975 zum Realschullehrer ernannt wurde. Nachdem er später an den Beruflichen Schulen in Hofgeismar angestellt war, folgte im August 1987 die Versetzung an die Gustav-Heinemann-Schule Hofgeismar. Dort wurde er im Dezember 1989 zum Rektor und Leiter des Realschulzweiges ernannt.
Nachdem Sattler von 1977 bis 1996 ehrenamtlicher Stadtrat, Stadtverordneter und Fraktionsvorsitzender der CDU in der Hofgeismarer Stadtverordnetenversammlung war, folgte von Oktober 1995 bis Dezember 1996 das Amt des Vorsitzenden des Haupt-, Finanz- und Umweltausschusses von Hofgeismar. Anschließend kandidierte er im Juli 1996 als Bürgermeister der Stadt Hofgeismar und gewann die Wahl, genauso wie 2002 und 2008 mit großer Mehrheit. Ab dem 1. Januar 2015 übernimmt Markus Mannsbarth (SPD) das Bürgermeisteramt in Hofgeismar, der sich gegen Gotthard Brand (CDU) und Jürgen Knauf (WSD) durchsetzte. Letzte Projekte in der Amtszeit Sattlers waren der Neubau des Bahnhofs Hofgeismar sowie der Hessentag 2015, welcher im Sommer in Hofgeismar stattfand. Sattler wurde im Dezember 2016 zum Ehrenbürgermeister ernannt.

## Kritik
Überregional bekannt wurde Heinrich Sattler erstmals ab 2005 mit den Plänen im Hofgeismarer Stadtteil Beberbeck das größte Ferienresort Europas zu errichten. Immer wieder blieben Fragen seitens der Medien und Bevölkerung, die Sattler zwischendurch nach vielen Zweifeln doch für das Projekt gewinnen konnte, über das Großprojekt unbeantwortet, welches letztlich scheiterte. Am 17. Dezember 2010 verkündete Sattler vor der Stadtverordnetenversammlung Hofgeismar das Projekt „Ferienresort Beberbeck“ per 31. Dezember 2010 für beendet, da kein Investor gefunden wurde. Durch das Scheitern von Beberbeck muss die Stadt Hofgeismar einen Verlust von drei bis fünf Millionen Euro stemmen. Daraufhin wurden erstmals Rücktrittsforderungen bekannt, auf welche Sattler jedoch nicht reagierte.
Durch den Dokumentarfilm Henners Traum – Das größte Tourismus-Projekt Europas von Klaus Stern, welcher von 2005 bis 2008 gedreht wurde, bleibt Beberbeck bei der Bevölkerung vor allem als Henners Traum in Erinnerung.
Sattler erfuhr teilweise Kritik für die Wahl seines Dienstwagens, eines BMWs der 5er Reihe, worin eine Verschwendung von Steuergeld gesehen wurde. Weiter wurden 2011 Vorwürfe bezüglich der Reisekostenabrechnung im Rathaus laut, da vermutet wurde, dass diese nicht nach dem hessischen Reisekostengesetz abgewickelt worden sei. Zuletzt wurde 2011 bekannt, dass Sattler während seiner Abwesenheit sein Büro abgesperrt haben soll, sodass Günter Ebel (SPD), dem Ersten Stadtrat und Stellvertreter des Rathauschefs, keine Nutzung des Bürgermeister-Dienstzimmers möglich gewesen sei.